# Paul Diderichsen
Paul Henrik Krag Diderichsen (* 16. August 1905 in Kopenhagen; † 9. Oktober 1964 ebenda) war ein dänischer Sprachwissenschaftler.

## Leben
Diderichsen studierte nordische Philologie, war als Anhänger der Prager Schule zusammen mit Viggo Brøndal und Louis Hjelmslev Mitglied des Linguistenkreises der Universität Kopenhagen und promovierte 1941 mit der Abhandlung über den Satzbau im Schonischen Recht (Sætningsbygningen i Skaanske Lov). 1930–41 war er Redaktor am vielbändigen Ordbog over det danske Sprog. Ab 1937 Lektor für neudänische Grammatik an der Universität Kopenhagen, wurde er ebenda 1949 zum außerordentlichen Professor für dänische Sprache ernannt. Sein Haupttätigkeitsgebiet war dänische Linguistik – zuerst historische, dann gegenwartssprachliche –, in späteren Jahren auch Wissenschaftsgeschichte (etwa über Rasmus Rask) sowie dänische Prosa- und Stilgeschichte.
Diderichsen war 1949 Mitbegründer der Nordischen Sommeruniversität und deren Leiter 1950–52 und 1955–59, wurde 1961 Präsident des Dänischen Sprachrates (Dansk Sprognævn), 1959 Mitglied der Gesellschaft der Wissenschaften (Videnskabernes Selskab) und 1962 Mitglied der Dänischen Akademie (Det Danske Akademi). Diderichsen wurde vom dänischen König Frederik IX. zum Ritter des Dannebrogordens ernannt.
Verheiratet war Diderichsen zweimal, ab 1931 mit Anna Louise Gløersen Johnsen (1907–1932) und ab 1934 mit Grete Malling (1908–1972). Sein Bruder war der Theologe und Politiker Børge Diderichsen (1906–1989). Das Grab des Ehepaars Diderichsen liegt auf dem Vestre Kirkegård in Kopenhagen.

## Satzschema oder Feldschema
Diderichsens wichtigster Beitrag zur Sprachwissenschaft war sein Satz- oder Feldschema (sætningsskema oder feltskema), mit dem sich die Syntax sowohl der mittelalterlichen wie der neuzeitlichen skandinavischen Sprachen beschreiben lässt und das in Skandinavien und darüber hinaus bis heute Anwendung findet (erstmals in Elementær dansk Grammatik von 1946, später mehrfach verfeinert). Diderichsen konnte sogar zeigen, dass sich das Feldschema auch für literaturwissenschaftliche Zwecke einsetzen lässt.
Nach diesem Feldschema lässt sich ein Hauptsatz in ein Vorfeld, ein Mittelfeld und ein Schlussfeld gliedern. Das Mittel- und das Schlussfeld kennen je die Unterteilung Verb – Nomen – Adverb(ial), wobei das Verb im Mittelfeld finit und im Schlussfeld infinit sowie das Nomen im Mittelfeld das Subjekt und im Schlussfeld das Objekt ist:

```
Vorfeld || 
finites Verb
 | 
Subjekt
 | 
Adverb
 A || 
Infinites Verb
 | 
Objekt
 | Adverb B
```

Ein Nebensatz hat die Satzfolge:

```
Satzeinleiter || Subjekt | Adverb A | Finites Verb || Infinites Verb | Objekt | Adverb B
```

Die einzelnen Felder können, müssen aber nicht besetzt sein. Das Feldschema ermöglicht damit in der Beschreibung des Satzbaus große Flexibilität, indem kurze Sätze als Varianten langer Sätze beschrieben werden können. Beispiele siehe unter den Artikeln, die skandinavische Sprachen betreffen, etwa Dänische Sprache#Satzbau (Syntax), Schwedische Sprache#Syntax und Norwegische Sprache#Satzstellung.

## Publikationen
- Prolegomena til en metodisk dansk Syntax (1935)
- Fragmenter af gammeldanske Haandskrifter (1937)
- Probleme der altdänischen Orthographie (1938)
- Om Pronominerne sig og sin (1939)
- Sætningsbygningen i Skaanske Lov (1941)
- Elementær dansk Grammatik (1946), zahlreiche Neuauflagen, englische Übersetzung unter dem Titel Essentials of Danish Grammar
- Humanistisk Videnskab (1947)
- Europæisk Universitet i Alperne (1948)
- Videnskab og livssyn (1952)
- Semantiske problemer i logik og lingvistik (1954)
- The Importance of Distribution versus Other Criteria in Linguistic Analysis (1957)
- Rasmus Rask og den grammatiske tradition (1960), deutsche Übersetzung unter dem Titel Rasmus Rask und die grammatische Tradition: Eine Studie über den Wendepunkt in der Sprachgeschichte
- Modersmål og grammatik (1962)
- Sproget? Virkeligheden? Fantasien? (1964)
- Det danske sprogs udforskning i det 20. århundrede (1965)
- Helhed og struktur. Udvalgte sprogvidenskabelige afhandlinger (1966), deutsche Übersetzung unter dem Titel Ganzheit und Struktur: Ausgewählte sprachwissenschaftliche Abhandlungen
- Sprogsyn (1968)
- Dansk Prosahistorie (unvollendet)
- zahlreiche Wortartikel im Ordbog over det danske Sprog (1930–1949)